# Brighenti (famiglia)
I Brighenti sono stati una famiglia di Clusone, documentata dal XVIII secolo, di cui hanno fatto parte alcuni pittori che arricchirono l'alta Val Seriana con le loro opere, dalla seconda metà del XVIII agli ultimi anni del XIX secolo, ma anche musicisti, come risulta nell'archivio parrocchiale degli organisti.

## Membri
Fra gli esponenti è ricordato Antonio padre: di lui si conosce molto poco, se non che risulta nato il 26 luglio 1754 e che svolgeva la professione di pittore, così come risulta dallo Status Animarum del 1799 presente nell'archivio parrocchiale di Clusone.
Suo figlio Giovanni (o Giovanni Battista, come risulta dal carteggio posto su un suo autoritratto) nacque a Clusone l'11 settembre 1782, dove morì il 19 marzo 1861. Frequentò l'Accademia Carrara di Bergamo sotto l'insegnamento di Giuseppe Diotti e lasciò opere in numerose chiese della val Seriana. Sposò Maria Giuseppa Crespi, da cui nacque Antonio.
Quest'ultimo si formò come il padre all'Accademia Carrara, ma a differenza sua fu attivo maggiormente come ritrattista.